# Circée des Alpes
Circaea alpina
Pour les articles homonymes, voir Circé (homonymie).
Espèce
Classification phylogénétique
La circée des Alpes (Circaea alpina) est une espèce de plantes à fleurs du genre Circaea et de la famille des Onagraceae. C'est un plante herbacée ayant une répartition cosmopolite. Elle est trouvée en Amérique du Nord, en Europe et en Asie. Elle est présente aussi en France où elle est protégée dans plusieurs régions (Lorraine, Auvergne, Franche-Comté, Midi-Pyrénées et Aquitaine).